# Josefa Lehmenkühler
Josefa Lehmenkühler (Lippstadt, 16 de junio de 1918-Bad Westernkotten, 17 de abril de 2011) fue una deportista alemana que compitió en piragüismo en la modalidad de aguas tranquilas. Ganó una medalla de plata en el Campeonato Mundial de Piragüismo de 1938 en la prueba de K2 600 m.
Participó en los Juegos Olímpicos de Helsinki 1952, donde finalizó octava en la prueba de K1 500 m.

## Palmarés internacional
| Campeonato Mundial | Campeonato Mundial | Campeonato Mundial | Campeonato Mundial |
| Año                | Lugar              | Medalla            | Evento             |
| ------------------ | ------------------ | ------------------ | ------------------ |
| 1938               | Vaxholm (Suecia)   | Medalla de plata   | K2 600 m           |